# Anredera brachystachys
Anredera brachystachys är en ört i släktet madeirarankor (Anredera) och familjen malabarspenatväxter. Den beskrevs först av Horace Bénédict Alfred Moquin-Tandon, och fick sitt nu gällande namn av Calvin Ross Sperling. Arten, som är en klättrande ranka, återfinns i torra bergstrakter i södra Colombia och norra Ecuador. Inga underarter finns listade i Catalogue of Life.